# Mittelkatternberg
Mittelkatternberg ist ein aus einer Hofschaft hervorgegangener Ortsteil der bergischen Großstadt Solingen.

## Lage und Beschreibung
Mittelkatternberg liegt im Westen des Stadtbezirks Burg/Höhscheid und gehört dem Stadtteil Höhscheid an. Der Ort liegt in der Art eines Sackgassendorfes nördlich der auf dem Katternberger Riedel verlaufenden Hossenhauser Straße, die als Kreisstraße 3 klassifiziert ist. Von dem Höhenzug fällt das Gelände in nordwestliche Richtung zum Nacker Bach hin ab, dorthin fließt auch der Mittelkatternberger Bach. In südliche Richtung fällt das Gelände dagegen zum Pilghauser Bach hin ab. Neben Waldflächen wird der Ort auch von landwirtschaftlich genutzten Flächen umgeben.
Der Kernbereich des Ortes mit einigen Fachwerk- und Schiefergebäuden befindet sich im Bereich der Straße Mittelkatternberg. Entlang der Hossenhauser Straße ist der Ort inzwischen mit den Nachbarorten Unten- und Obenkatternberg zusammengewachsen, so dass Mittelkatternberg nicht mehr als eigener Wohnplatz erkennbar ist.
Benachbarte Orte sind bzw. waren (von Nord nach West): Cronenmühle, Nester Kotten, Obenkatternberg, Michelshäuschen, Bernskotten, Neuenhaus, Neuenhauser Kotten, Untenkatternberg und Nacker Küllenberg.

## Etymologie
Der Ortsname Katternberg ist vermutlich auf den weiblichen Vornamen Kathrin = Katharina zurückzuführen.

## Geschichte
Katternberg ist seit dem frühen 14. Jahrhundert nachweisbar, die urkundliche Ersterwähnung erfolgte im Jahre 1303 als Katterinberg.:2 Im Zehntverzeichnis der Abtei Alternberg von 1488 sind insgesamt fünf Höfe mit dem Namen Katterenberg verzeichnet.
Im Jahre 1715 ist Katternberg in der Karte Topographia Ducatus Montani, Blatt Amt Solingen, von Erich Philipp Ploennies mit fünf Hofstellen verzeichnet und als Caternberg benannt, darunter eine am heutigen Ort Mittelkatternberg. Mittelkatternberg wurde in den Ortsregistern der Honschaft Katternberg innerhalb des Amtes Solingen geführt, dessen Titularort Katternberg war. Die Topographische Aufnahme der Rheinlande von 1824 verzeichnet den Ort als IItes Katternberg und die Preußische Uraufnahme von 1844 als Mitt: Katternberg. In der Topographischen Karte des Regierungsbezirks Düsseldorf von 1871 ist der Ort als Mttl. Katternberg verzeichnet.
Nach Gründung der Mairien und späteren Bürgermeistereien 1808 gehörte der Ort zur Bürgermeisterei Höhscheid, die 1856 zur Stadt erhoben wurde und lag dort in der nach ihm benannten Flur I. Katternberg.
Mit der Städtevereinigung zu Groß-Solingen im Jahre 1929 wurde Mittelkatternberg in die neue Großstadt Solingen eingemeindet. Aufgrund der baulichen Verdichtung seit der Nachkriegszeit ist der Ort entlang der Hossenhauser Straße mit den Nachbarorten Oben- und Untenkatternberg zusammengewachsen. Das Fachwerkhaus Mittelkatternberg 7, das oben abgebildet ist, wurde im Jahre 1988 als Baudenkmal in die Solinger Denkmalliste eingetragen.